# Rudolph Dietrich von Schönberg
Rudolph Dietrich von Schönberg († 29. Mai 1789 auf Schloss Bieberstein) war kursächsischer Kammerherr und Kreishauptmann sowie Besitzer der Rittergüter Thammenhain, Trebitz und Nieder- und Oberbieberstein.

## Leben
Rudolph Dietrich von Schönberg entstammte dem sächsischen Adelsgeschlecht derer von Schönberg und war der jüngste Sohn von Gotthelf Friedrich von Schönberg (1681–1745). Noch im Jahr des Todes seines Vaters schloss er mit seinem Bruder einen Erbvertrag, der 1746 modifiziert wurde. Dadurch erhielt er aus der väterlichen Erbmasse das Rittergut Thammenhain.
Nach dem Tod seines Neffen Adam Friedrich von Schönberg erwarb er als nächster Mitbelehnter dessen Rittergut Trebitz. Da er selbst nur vier Töchter besaß, beantragte er beim Kurfürsten von Sachsen die Umwandlung seiner Mannlehngüter Bieberstein und Trebitz in Allod, die am 18. Januar 1788 bewilligt wurde. Das Schloss Bieberstein fiel so an die Familie von Schroeter.